# Gabriel Germain
Gabriel Germain, 28 août 1903 à Paris en France - 11 octobre 1978 à Gouvieux, est un helléniste et écrivain français.

## Biographie
Ancien élève de l’École normale supérieure et agrégé de lettres, il décide à vingt-quatre ans de s'installer au Maroc, où il enseignera la littérature au lycée Gouraud de Rabat (aujourd'hui lycée Hassan II) et où il se liera avec son collègue, l'écrivain Henri Bosco.
Il meurt en 1978 à Chantilly, où il s'était retiré.

## Principaux ouvrages
- 1936 : Chants pour l'âme de l'Afrique, Tunis
- 1954 : Genèse de l'Odyssée. Le fantastique et le sacré, 1 vol, 700 p., Paris, 1954, Presses Universitaires de France
- 1954 : Homère et la mystique des nombres [Thèse complémentaire], Paris, Presses universitaires de France, 103 p.
- 1958 : La lampe de Sala, Paris, Plon, 329 p.
- 1961 : Homère, Paris, Seuil, coll. « Écrivains de toujours », 192 p.
- 1964 : Epictète et la spiritualité stoïcienne, Paris, Seuil, coll. « Maîtres spirituels », 191 p.
- 1968 : Le Regard intérieur, Paris, Seuil, 334 p[3].
- 1969 : Sophocle, Paris, Seuil, coll. « Écrivains de toujours », 183 p.
- 1976 : Chants du souvenir et de l'attente, Mortemart, Rougerie, 133 p.